# Fernando Sasso
Fernando Campos Sasso (Barbacena, 7 de maio de 1936 — Belo Horizonte, 6 de maio de 2005) foi um narrador esportivo brasileiro..

## Biografia
Autor de um dos mais famosos jargões do futebol mineiro, e que ficou conhecido em todo o Brasil: Tá no filó! e traduzia a emoção de ver a bola se aconchegar na rede. Mas sua carreira não se limita a apenas um jargão. Por assumir suas origens, ficou conhecido como “o mais mineiro de todos os comentaristas esportivos”. Seu estilo de narrar era marcado pela precisão, serenidade e discrição, sem deixar de lado a emoção. Antes de iniciar sua vida na imprensa, foi contador e gerente da Caixa Econômica Federal. Em 1954, um colega do banco fazia um programa “caipira” na Rádio Itatiaia. Começou lendo anúncios neste programa, de 5h às 6h da manhã. Parou um tempo com a carreira radiofônica. Em 1958, voltou para a rádio como estagiário. Em 1960, começou a trabalhar na Rádio Minas. Em 1962, retornou à Rádio Itatiaia como comentarista. Fez parte da equipe da primeira Copa do Mundo coberta pela Rádio Itatiaia, em 1966. Após o Mundial, transferiu-se para a TV Itacolomi, onde trabalhou até 1977 como narrador e apresentador de programas de auditórios, como Papo de Bola (dez anos no ar), Bola na área, Show Sasso e Mineiros frente a frente. Logo depois do fim da emissora afiliada a TV Tupi, se transferiu para a Rede Globo, onde ficou nos anos 80 e 90, transmitindo jogos dos times mineiros, e eventualmente cobrindo transmissões nacionais, e comandando a edição local do Globo Esporte. Fez parte da equipe de narradores que cobriu a Copa do Mundo de 1986 no México pela emissora.

## Morte
Fernando Sasso lutava contra um câncer na coluna. Faleceu em Belo Horizonte, aos 68 anos, do dia 6 de maio de 2005, por falência de múltiplos órgãos.